# Саделер, Эгидий
Эгидий Саделер Второй, также Жиль Саделер (нидерл. Egidius (Gilles) Sadeler; чеш. Aegidius (Egidius) Sadeler; Jiljí Sadeler, ок. 1570, Антверпен — 1629, Прага) — фламандский живописец, рисовальщик и гравёр, мастер резцовой гравюры на меди. «Рудольфинец» — работал при дворе императора Рудольфа II в Праге. Мастер северного, или «рудольфинского», маньеризма.

## Семья фламандских художников Саделер

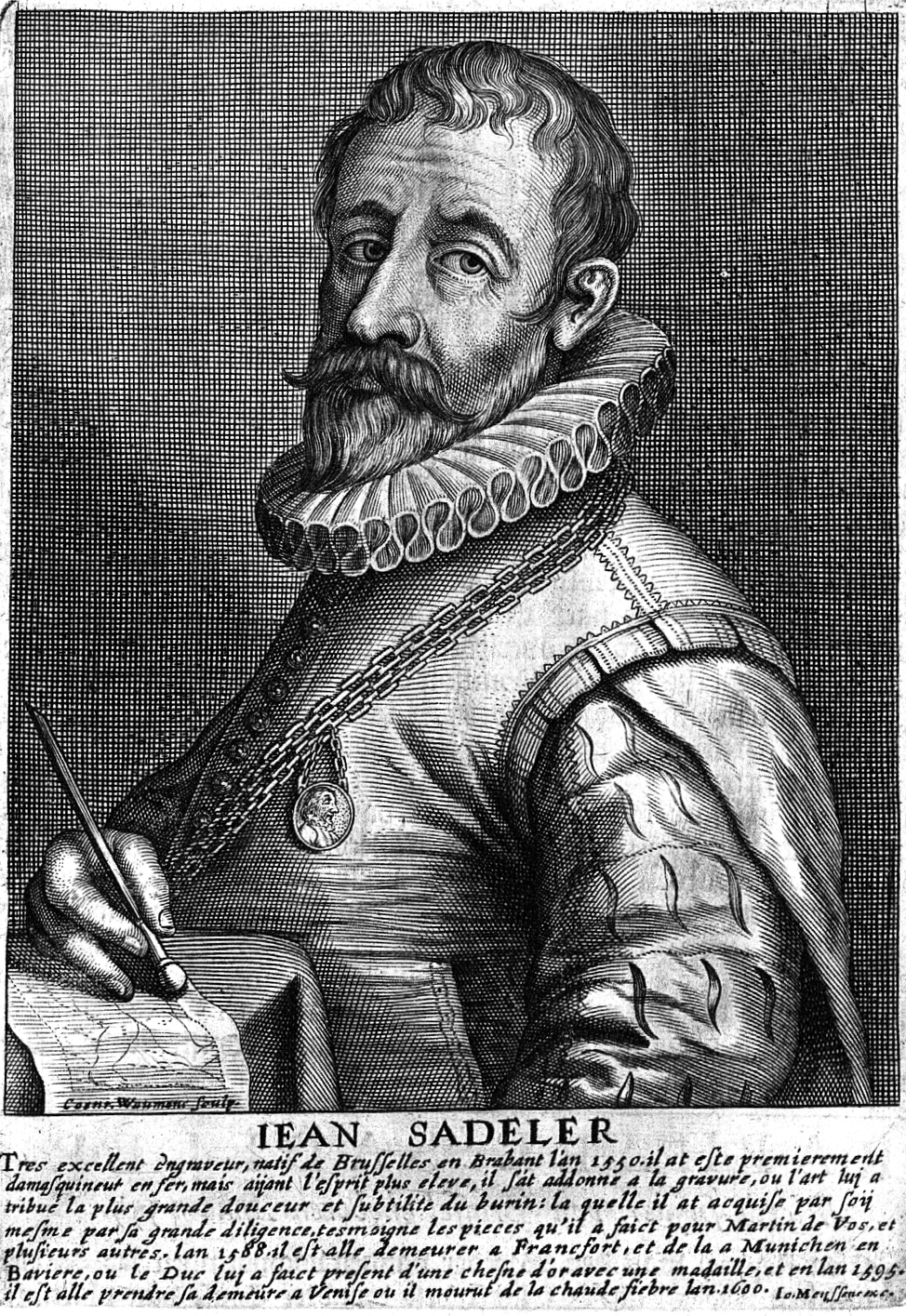
Портрет Яна (Йохана) Саделера Первого. Офорт Я. Мейссенса. 1662

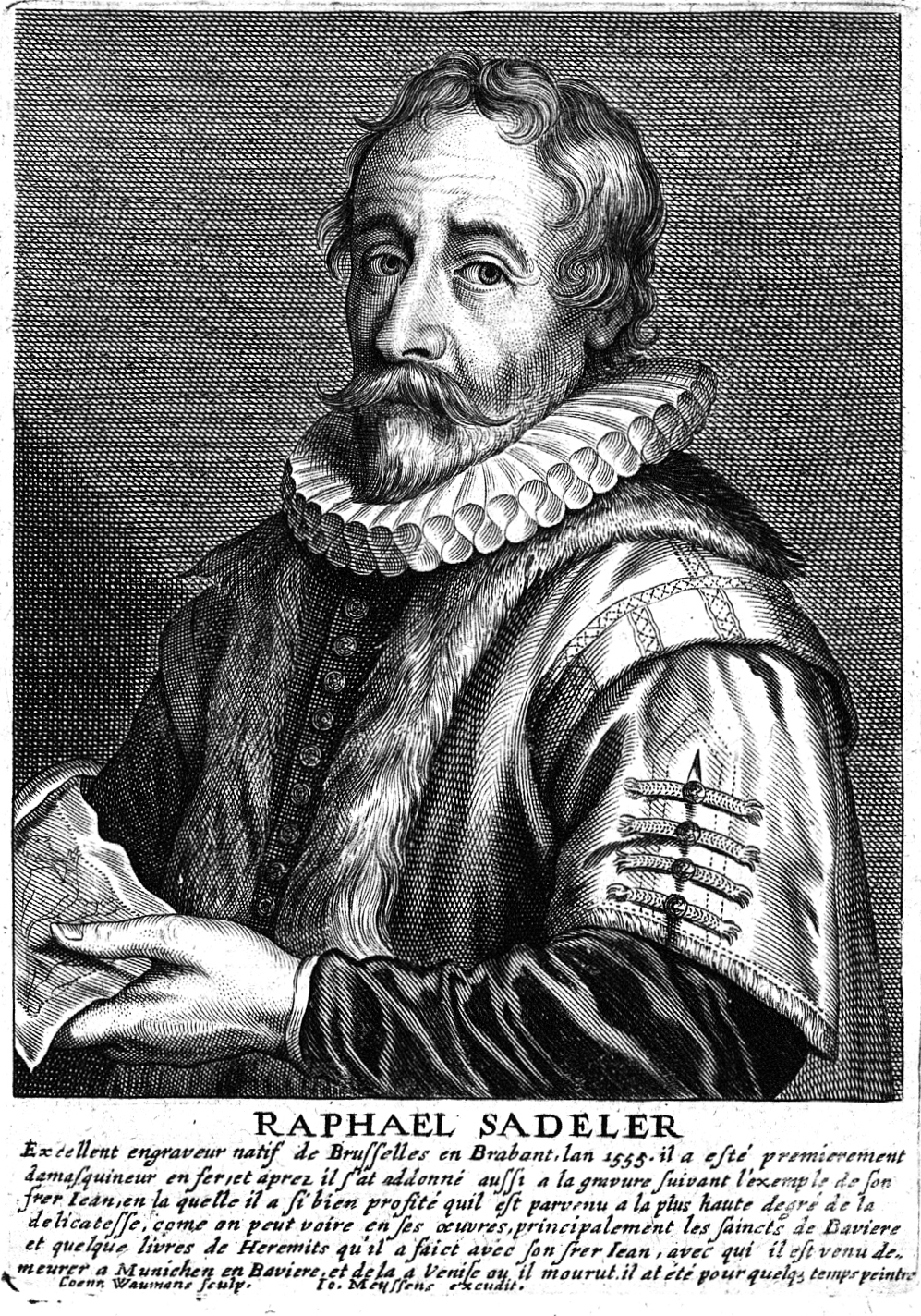
Портрет Рафаэля Саделера. Офорт Я. Мейссенса. 1662

Семья Саделер была самой крупной и, вероятно, самой успешной из династий фламандских художников-гравёров и издателей, которые доминировали в искусстве Северной Европы конца XVI — начала XVII века. Как и в случае с другими семьями мастеров — Вирикс и Ван де Пасс, — стиль работы членов семьи настолько схож, что их произведения часто трудно различить из-за отсутствия подписей, дат или свидетельств местонахождения. Саделеры в основном занимались репродукционной гравюрой, то есть гравировали по рисункам и картинам других художников, выполняя важную роль распространения и популяризации их произведений. Всего не менее десяти мастеров по фамилии Саделер трудились гравёрами в испанских Нидерландах, Германии, Италии, Богемии и Австрии.
Саделеры произошли от мастеров-гравёров и чеканщиков оружия и доспехов из Алста, восточная Фландрия. У Яна де Саеллера или Саделера (Jan de Saeyelleer, Sadeleer) было трое сыновей, которых обычно называли «Саделер»: Ян, или Йохан, I (1550, Брюссель — 1600, Брюссель или, возможно, Венеция), Эгидий Первый (ок. 1555, Брюссель — ок. 1609, Франкфурт-на-Майне) и Рафаэль Эгидий Первый (ок. 1560, Антверпен — 1628 или 1632). Другой Саделер, Маркус или Марко, был печатником и, возможно, издателем, работавшим в Харлеме в 1586—1587 годах, и предположительно также является членом этой семьи.
Ян Саделер Первый (I), или Старший, был отцом Юстуса (ок. 1572, Антверпен — ок. 1620) и Маркуса Кристофа (Мюнхен, работал в 1614—1650 г.). Эгидий I был отцом Эгидия II (ок. 1570, Антверпен — 1629, Прага). Рафаэль I был отцом Рафаэля II (1584—1627 или 1632, оба в Антверпене), Яна II (ок. 1588—1665 или позже) и Филипса (ок. 1600, работал до 1650 г.). Эгидий II был отцом Тобиаса, который работал в Вене с 1670 по 1675 год.
Ян (Иоаннес) Саделер Первый был известен в Антверпене с 1572 года. В том же году он стал мастером Гильдии Святого Луки. К 1569 или 1570 году он работал на издателя Христофора (Кристофера) Плантена. Там к нему присоединился его младший брат Рафаэль Саделер Первый, и они продолжали тесно сотрудничать, переехав в Кёльн примерно в 1579 году, но продолжая посещать Антверпен. Потрясения голландского восстания разбросали всех антверпенских художников по Северной Европе, а после осады Антверпена испанцами в 1585 году Ян и Рафаэль уехали в Германию, работали в Майнце, Франкфурте-на-Майне, Мюнхене, прежде чем в 1593 году отбыли в Италию. Сначала они отправились в сопровождении своего племянника Эгидия II в Верону, затем в 1596—1597 годах в Венецию, где у них была своя мастерская. В 1604 году Рафаэль Саделер вернулся в Мюнхен, оставался до конца своей жизни, последняя запись о которой датируется 1622 годом. Сын Яна Маркус, или Марко, остался в Италии в качестве издателя и художника, хотя может возникнуть путаница между его работами и работами его предполагаемого родственника, старшего Маркуса.

## Творчество Эгидия Саделера Второго
Эгидий Саделер Второй (иногда называемый Эгидиус или Жиль; ок. 1570—1629) был ведущим и наиболее известным гравёром северного маньеризма. Переехав в детстве в Кёльн (ок. 1579), затем в Мюнхен (ок. 1588), он обучался в Антверпене. В 1589 году был принят в Гильдию Святого Луки, затем уехал в Италию, работал в Риме (1593), вернулся в Мюнхен со своими дядями Яном и Рафаэлем в 1594 году. Путешествовал с ними в Верону и, вероятно, в Венецию (1595—1597). После поездки (по-видимому, в одиночку) в Неаполь он в 1597 году переехал в Прагу, где провёл остаток своей жизни, в основном работая при дворе императора Рудольфа II Габсбурга.
Некоторое время Эгидий Саделер жил в доме Бартоломеуса Спрангера, произведения которого он переводил в гравюры. Он продавал гравюры с прилавка во Владиславском зале Пражского Града, показанном на его гравюре (1607). Из поездки в Италию он привёз гравюры по произведениям мастеров итальянского Возрождения: Рафаэля, Тициана, Тинторетто, а также художников Северного Возрождения, в частности Альбрехта Дюрера, Пауля Бриля и Дениса Калверта. Позднее работал над собственными композициями — пейзажами и портретами известных личностей из окружения императора Рудольфа II. Наиболее удавшимися считаются его портреты художника Бартоломеуса Спрангера и его жены Кристины (1600), вид Владиславского зала, а также изображения города Праги. В 1607 году он закончил работу над большой панорамой Праги (с горы Петрейн).
В Праге он сотрудничал с фламандским гуманистом Якобом Типотием (1540—1601), придворным историком императора Рудольфа II, над книгой эмблем «Символы Божественные и человеческие» (Symbola Divina et Humana). Саделер выполнил к этому изданию гравюры (1601—1603).
В 1605 году Эгидий Саделер награвировал карту Чехии, её территории между 48°16’ и 50°58’ с. ш., и от 29°54’ до 34°28’ в. д. Кроме собственно Чехии, карта охватывала также пограничные районы соседних Венгрии и Словакии. В 1620 году он разработал новую карту Чехии (Bohemia in suas partes geografice distineta), на ней были обозначены различные города (Прага, Эгер, Братислава), реки (например, истоки Эльбы), Рудные горы и многое другое. Поля карты были украшены изображениями различных персонажей: царственных особ, представителей народностей, сословий и ремёсел.
Гравюры Саделера использовали многие пражские художники: декораторы интерьера, чеканщики по металлу и резчики по дереву, эмальеры, в том числе его родственник, также знаменитый «рудольфинец», гравёр по стеклу Каспар Леман.
Из учеников Эгидия Саделера наиболее известны Венцель Холлар и Иоахим фон Зандрарт.

## Гравюры Эгидия Саделера Второго

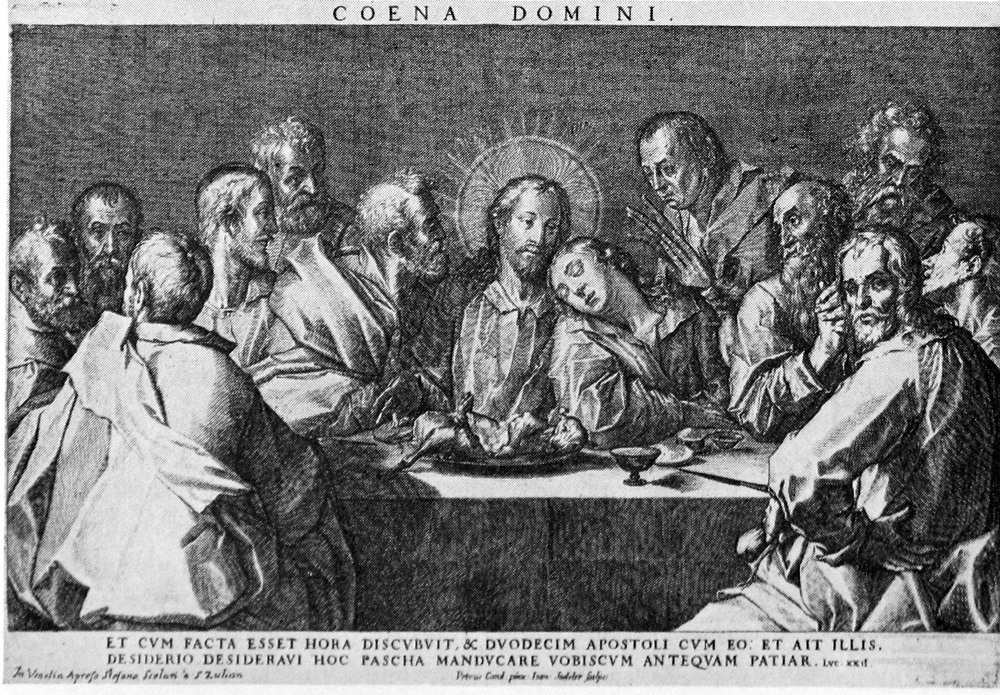
Тайная вечеря. Офорт
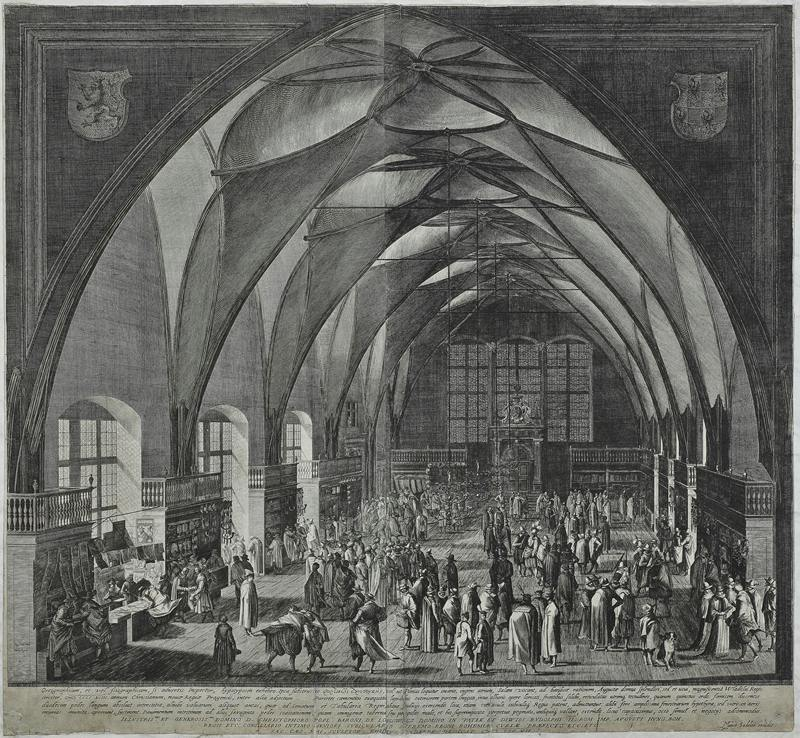
Владиславский зал Пражского Града. Офорт. 1607
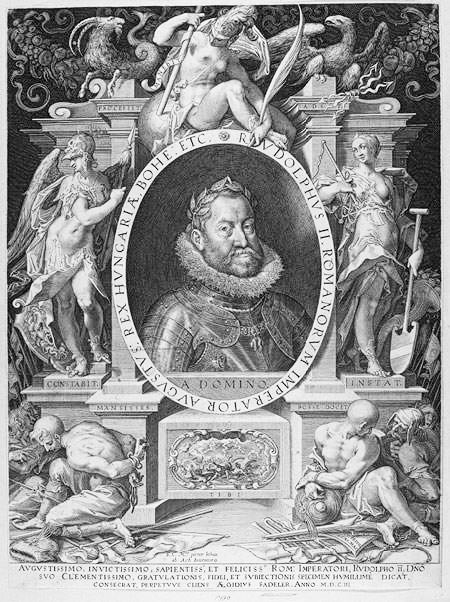
Портрет императора Рудольфа II. 1603. Офорт Э. Саделера Второго по оригиналу Х. фон Аахена
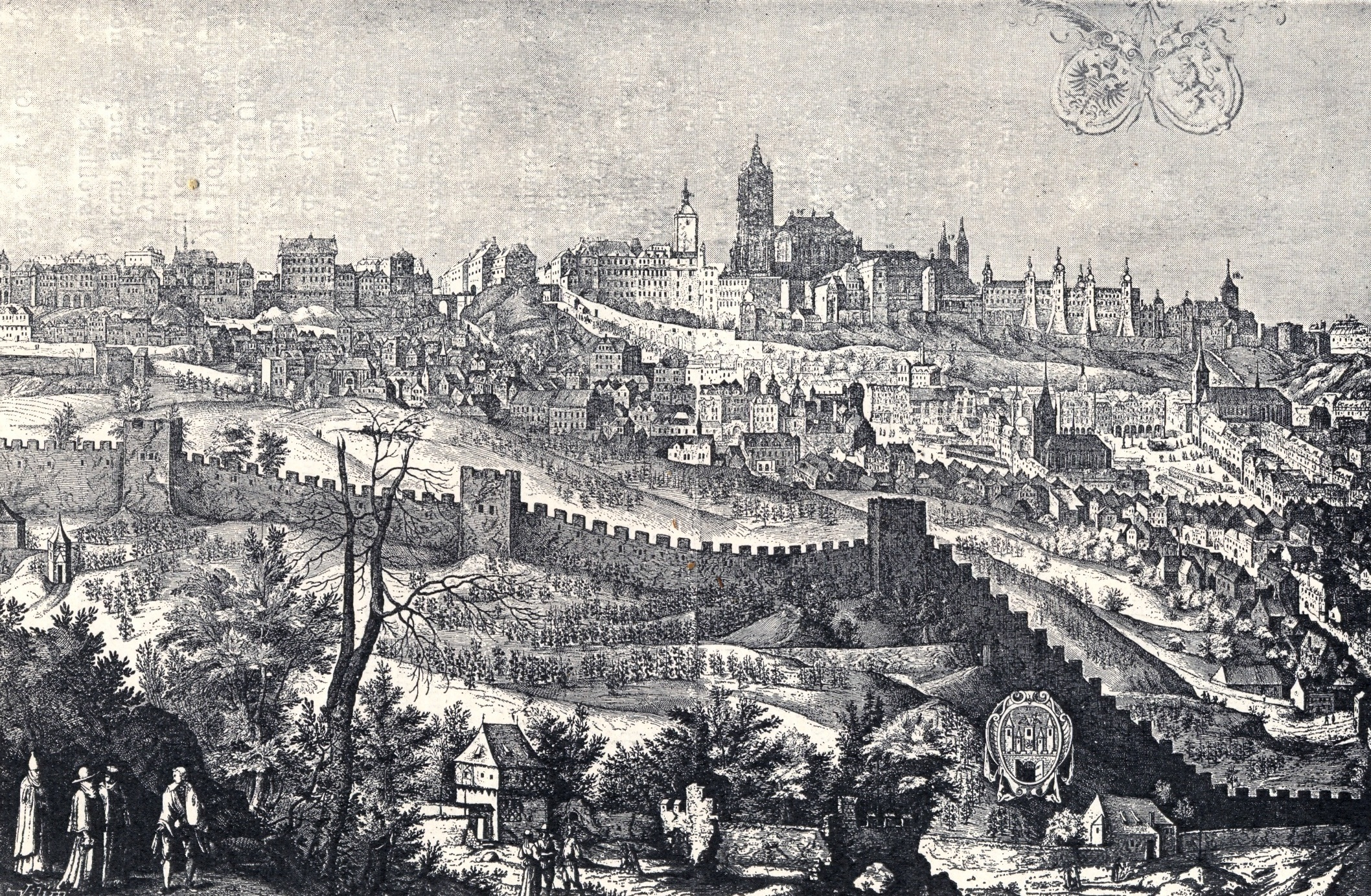
Вид Праги. 1607. Офорт
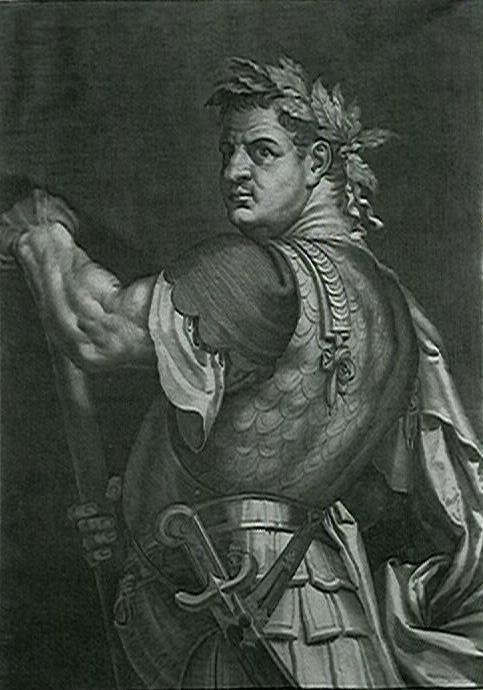
Тит Веспасиан, император Рима. Офорт Э. Саделера Второго по картине Тициана
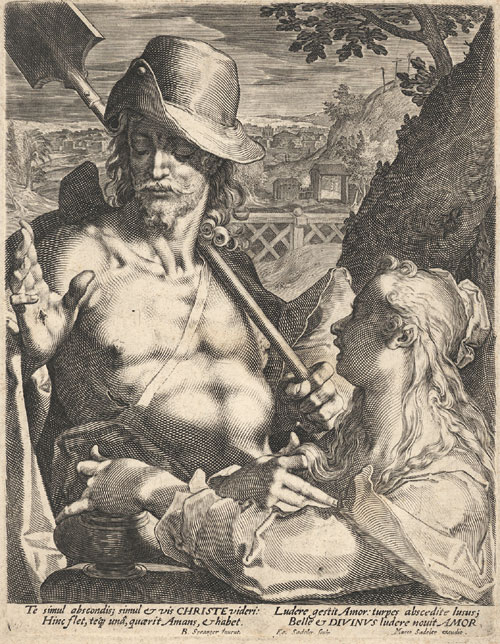
Христос как садовник перед Марией Магдалиной (Noli me tangere). Э. Саделер Второй по рисунку Б. Спрангера. Ок. 1600. Гравюра резцом на меди
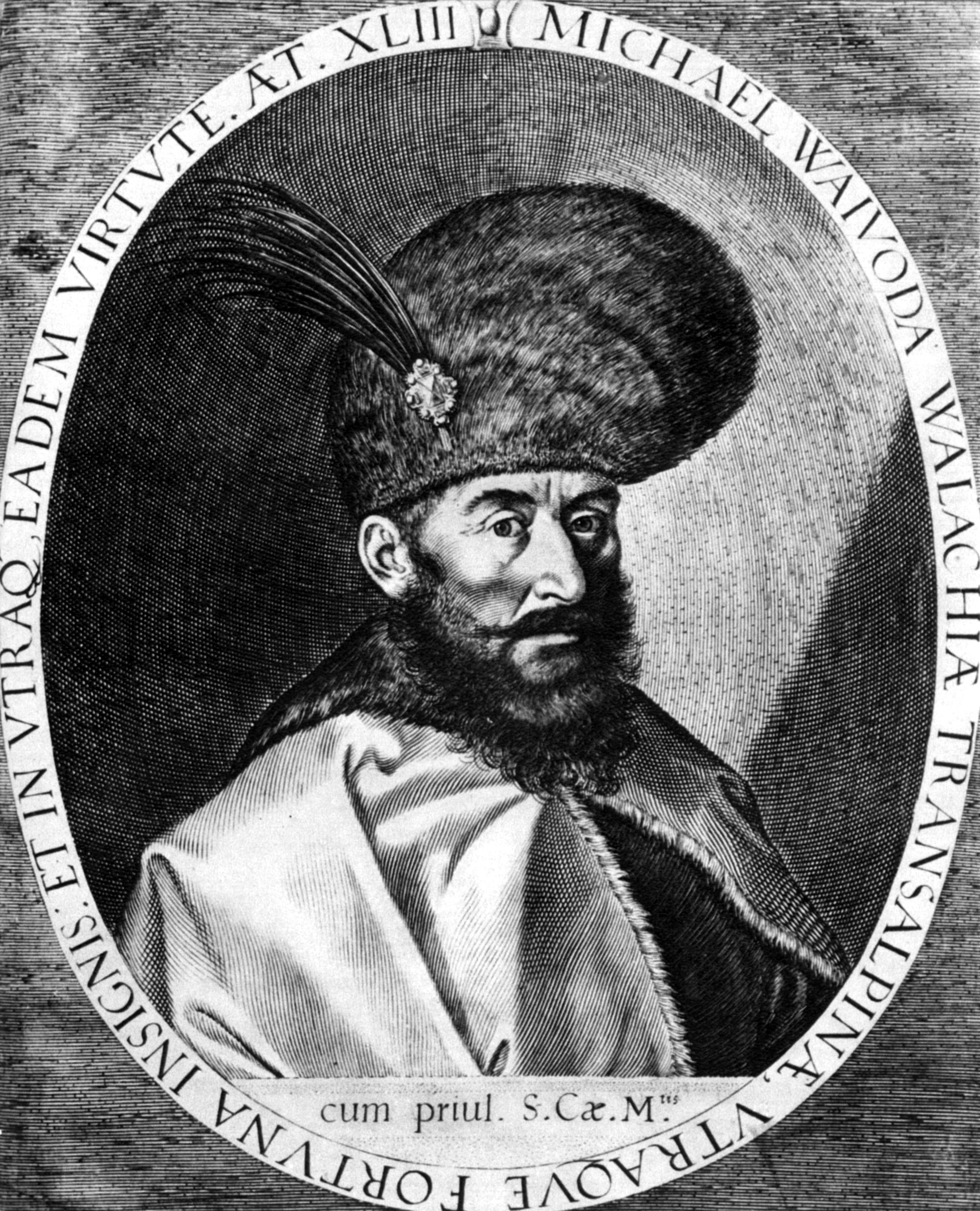
Портрет господаря Валахии и Трансильвании Михая Храброго. Ок. 1600. Офорт